# Округ Кламат (Орегон)
Кламат (енгл. Klamath County) је округ у америчкој савезној држави Орегон.

## Демографија
По попису из 2010. године број становника је 66.380, што је 2.605 (4,1%) становника више него 2000. године.
| Група             | 2000.          | 2010.          |
| Белци             | 53.659 (84,1%) | 53.822 (81,1%) |
| Афроамериканци    | 404 (0,6%)     | 432 (0,7%)     |
| Азијати           | 512 (0,8%)     | 621 (0,9%)     |
| Хиспаноамериканци | 4.961 (7,8%)   | 6.915 (10,4%)  |
| Укупно            | 63.775         | 66.380         |